# Балтасинський район
Балтасинський район (рос. Балтасинский район, тат. Baltaç rayonı, Балта́ч районы́) — муніципальний район у складі Республіки Татарстан Російської Федерації.
Адміністративний центр — селище міського типу Балтасі.